# Ruggero Dondi
Ruggero Francesco Oscar Dondi (Vimercate, 3 novembre 1944) è un attore e doppiatore italiano.

## Biografia
Dopo aver frequentato la Scuola del Piccolo Teatro debutta nell'Edipo re di Sofocle con il regista greco Alex Minotis, segue Vita di Galileo di Bertold Brecht, con protagonista Tino Buazzelli, regista Giorgio Strehler. Da quel momento comincerà una lunga carriera teatrale dove lavorerà tra gli altri con Mina Mezzadri (tutti e sette i messaggeri ne I sette contro Tebe di Eschilo nel 1969 con la compagnia della Loggetta di Brescia), Massimo Binazzi (La notte degli assassini del cubano José Triana nel 1970), Attilio Corsini (è il primo "regista" italiano nella commedia di Michael Frayn Rumori fuori scena), Dario Fo (Mamma i Sanculotti nel 1993), Leo Muscato (è Giulietta in Romeo e Giulietta, nati sotto contraria stella), Carmelo Rifici (Sorin nel gabbiano di Anton Čechov nel 2015)), Andrea De Rosa (Cadmo ne Le baccanti di Euripide nel 2017) e Jean Bellorini (Cleante ne Il Tartuffo di Molière nel 2022). Tra tutti spicca Massimo Castri, con cui ha lavorato dal 1973 per più di dieci anni, in ultimo interpretando Løvborg in Hedda Gabler di Ibsen, con protagonista Valeria Moriconi.
Le esperienze cinematografiche si limitano a un ruolo minore nel film Ho fatto splash e al film di Gabriele Salvatores Denti in cui veste i panni del Dottor Calandra. Ha avuto anche alcune esperienze di doppiaggio, soprattutto all'interno della cooperativa di doppiaggio ADC, e saltuariamente ha anche lavorato per la Radio Svizzera Italiana.

## Doppiaggio

### Film
- Richard Pryor in Un folle trasloco
- Frederic Forrest in Ruby and Oswald

### Serie televisive
- Robert Ito in Quincy (Sam Fujiyama, 2^ voce)
- Jeff MacKay in Magnum, P.I. (Ten. "Mac" McReynolds, 2^ voce)
- Armin Shimerman in Star Trek Deep Space Nine (Quark, episodio pilota)
- Vincent Price in Get Smart (Dott. Martin Pym)

### Soap opera e telenovelas
- Jerry Ver Dorn in Sentieri (1ª voce)
- Paulo Ramos in Ciranda de pedra (Rogerio, 2ª voce)

### Cartoni animati
- Voce narrante in Psammed, il folletto della sabbia
- Bubonic in Wunschpunsch
- Zazà in La fiaba quotidiana
- Voce narrante in Pepero